# 彭布羅克 (新罕布什爾州)
彭布羅克（英語：Pembroke）是一個位於美國新罕布什爾州梅里馬克縣的鎮。

## 人口
根據2020年美國人口普查的數據，彭布羅克的面積為59.10平方千米，當中陸地面積為58.60平方千米，而水域面積為0.50平方千米。當地共有人口7207人，而人口密度為每平方千米122人。